# Бохум-Головний
51°28′43″ пн. ш. 7°13′22″ сх. д. / 51.4785° пн. ш. 7.2227777777778° сх. д.
Бохум-Головний (нім. Bochum Hauptbahnhof) — головна залізнична станція міста Бохум ( федеральна земля Північний Рейн-Вестфалія). 
За німецькою системою класифікації станція Бохум належить до категорії 2. 

## Історія
На початку 1860-х років у Бохумі була прокладена залізниця Дуйсбург — Дортмунд. 
Станція знаходилася у районі Бохум-Еренфельд. 
Місце для станції було вибрано з міркувань близькості до стелеплавильних комбінатів та вугільних шахт Бохума. 
Після націоналізації приватних залізничних компаній та об'єднання їх у єдину мережу залізниць Пруссії станція була перейменована на «Бохум-Південний».
Новий вокзал Бохума був відкритий на Королівській алеї (нім. Königsallee) в 1870 році. 
Під час Другої світової війни через численні бомбардування британської авіації майже вся центральна частина Бохума була зруйнована, сильно зруйновано і будинок вокзалу.
Після закінчення війни генеральний план розвитку Бохума не передбачав відновлення будівлі старого вокзалу. 
У червні 1953 року міська рада ухвалила рішення про будівництво нового вокзалу за 650 м на північний схід від старого. 
Будівництво було розпочато у лютому 1954 року. 
На місці, виділеному для будівництва, був пагорб, на якому знаходився старий християнсько-єврейський цвинтар. 
Під час підготовки до будівельних робіт пагорб був зритий, а приблизно 800 могил було перенесено.

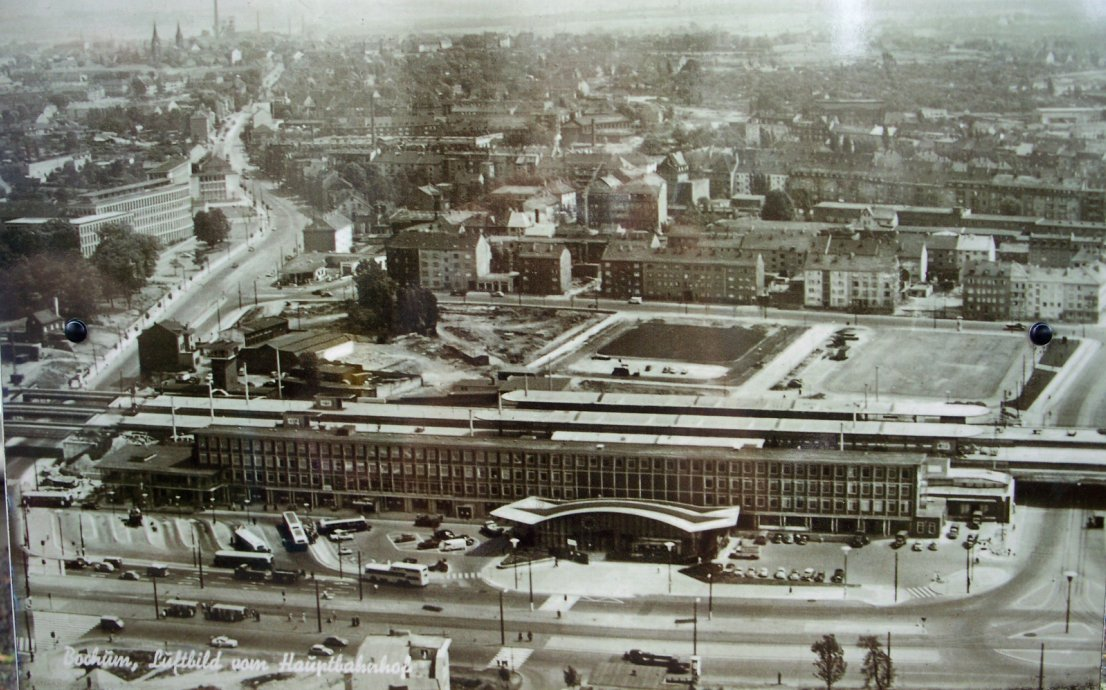
Будівництво Бохумського вокзалу

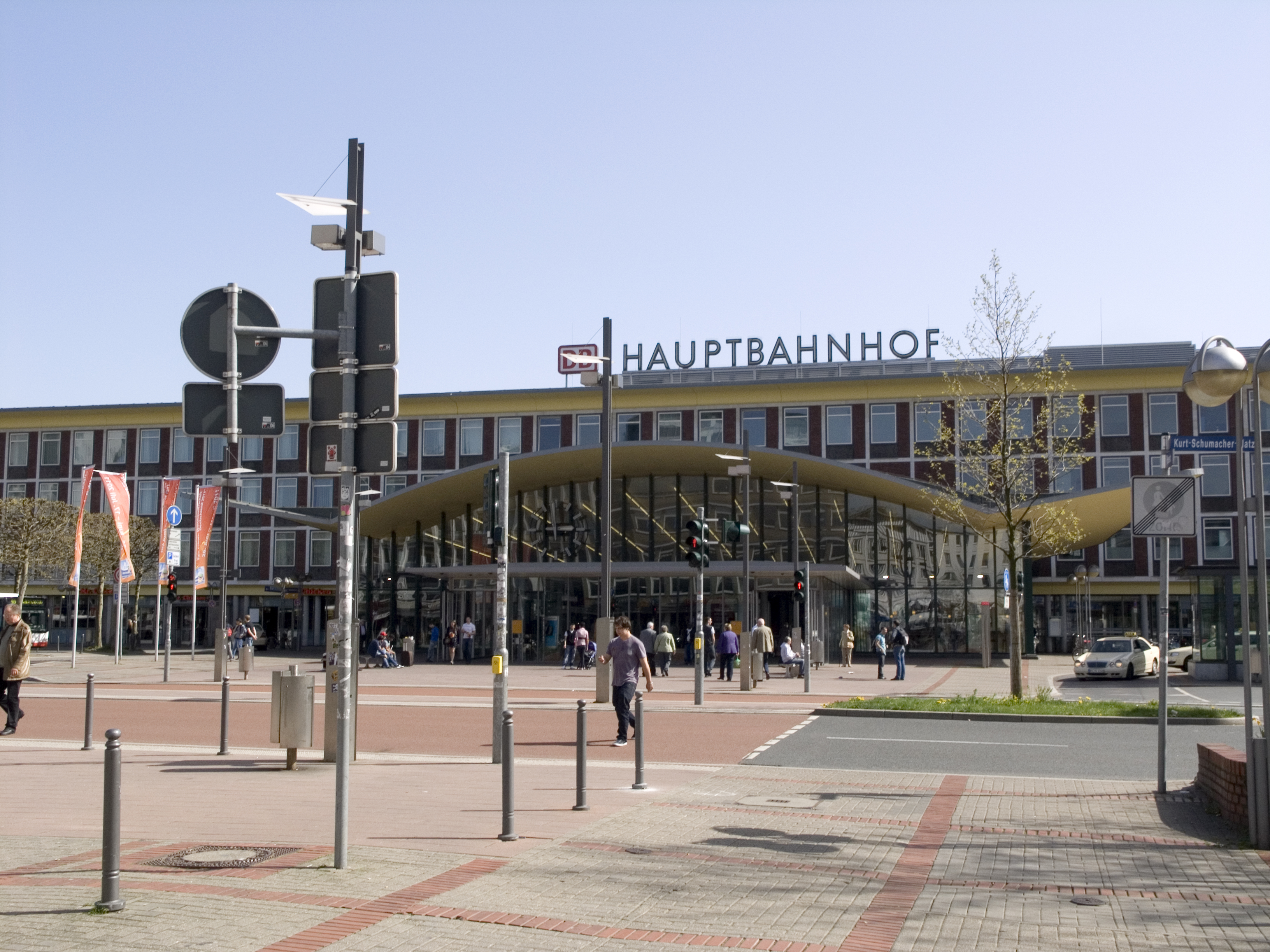
Екстер'єр вокзалу

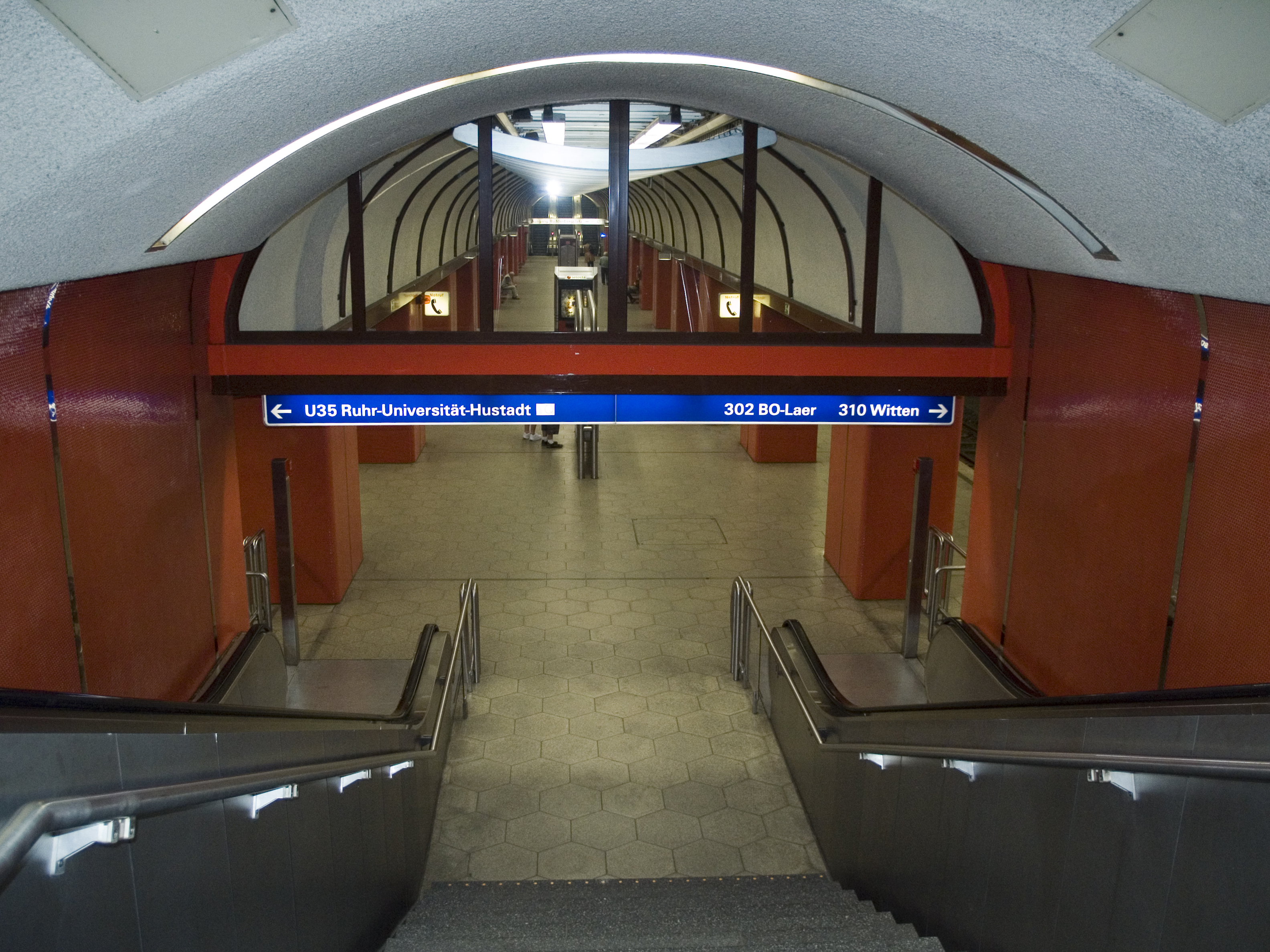
Станція штадтбан «Бохум-Центральний»

Насамперед були виконані роботи зі створення нового залізничного насипу завдовжки 2,1 км, для чого було завезено 250 000 м³ ґрунту. 
До початку будівництва основної будівлі вирішувалися питання комунікацій та транспортної інфраструктури: було збудовано 2 шляхопроводи, 10 залізничних мостів, тунель для людей, тунель для багажу, поштовий тунель та опорна стіна між платформами та будівлею. 
Бункери бомбосховищ, які були на місці будівництва, були заповнені бетоном.
12 жовтня 1955 урочисто розпочато будівництво вокзалу за проектом архітектора Вільгельма Бангена. 
Планувалося будівництво витягнутого чотириповерхового залізобетонного заскленого будинку зі скляним дахом та гелікоптерним майданчиком, від яких, втім, згодом відмовилися. 
У лівій частині будівлі, що має об'єм 34 000 м³, розмістилися не лише офіси залізничного управління, а й готель, кав'ярня та кінотеатр. 
У правій частині будівлі, що має такий самий об'єм, розмістили відділи вантажоперевезень. 
У центральній частині вокзалу був побудований великий вестибюль, подібний до того, що має римський вокзал Терміні. 
Дах вестибюля є односклепінним перекриттям площею 46,5×24 м. 
Незважаючи на свою вагу в 600 т, дах здається легким і витонченим.
Урочисте відкриття вокзалу відбулося 30 травня 1957 року. 
26 травня 1979 року було відкрито станцію штадтбану «Bochum Hauptbahnhof» .
В 2004—2006 роках було виконано масштабні роботи з модернізації як будівлі вокзалу, так і привокзальної площі. 
Офіційне відкриття оновленого вокзалу відбулося 29 травня 2006 року.

## Рух поїздів станцією Бохум

### ICиICE
Бохум-Центральний обслуговується такими послугами (станом на 2020 рік):
| Лінія  | Маршрут |
| ------ | --- |
| ICE 10 | Берлін-Східний — Ганновер — Дортмунд — Бохум — Ессен — Дуйсбург — Аеропорт (Дюссельдорф) — Дюссельдорф — Аеропорт «Кельн/Бонн»                                                        |
| IC 30  | (Вестерланд –) Гамбург-Альтона – Мюнстер – Дортмунд – Бохум – Ессен – Дуйсбург – Дюссельдорф – Кельн – Кобленц – Мангейм – Штутгарт / (– Фрайбург – Базель SBB – Цюрих – Кур)         |
| IC 32  | (Берлін-Зюдкройц – Ганновер –) Дортмунд – Бохум – Ессен – Дуйсбург – Дюссельдорф – Кельн – Кобленц – Мангейм – Штутгарт (– Ліндау-Інзель – Інсбрук / Мюнхен – Зальцбург – Клагенфурт) |
| ICE 41 | Дортмунд – Бохум – Ессен – Дуйсбург – Дюссельдорф – Кельн – Франкфурт-на-Майні – Вюрцбург – Нюрнберг – Мюнхен                                                                         |
| ICE 42 | Дортмунд – Бохум – Ессен – Дуйсбург – Дюссельдорф – Кельн – аеропорт Франкфурта – Мангейм – Штутгарт – Мюнхен                                                                         |
| ICE 47 | Дортмунд – Бохум – Ессен – Дуйсбург – Дюссельдорф – Кельн-Мессе/Дойц – Аеропорт Франкфурт – Мангейм – Штутгарт                                                                        |
| IC 55  | Лейпциг – Магдебург – Ганновер – Дортмунд – Бохум – Ессен – Дуйсбург – Дюссельдорф – Кельн                                                                                            |

### RE,RBиS-Bahn
Трафік на грудень 2020:
| Лінія | Назва                         | Маршрут |
| ----- | ----------------------------- | --- |
| RE 1  | NRW-експрес                   | Ахен – Кельн – Дюссельдорф – Дуйсбург – Ессен – Бохум – Дортмунд – Гамм                                                             |
| RE 6  | Вестфальський експрес         | Аеропорт Кельн/Бонн – Кельн – Нойсе – Дюссельдорф – Дуйсбург – Ессен – Бохум – Дортмунд – Гамм (Вестф) – Білефельд – Мінден (Вестф) |
| RE 11 | Рейн-Гельвег-експрес          | Дюссельдорф – Дуйсбург – Ессен – Бохум – Дортмунд – Гамм (Вестф) (– Падерборн – Кассель-Вільгельмсгее)                              |
| RE 16 | Рур-Зіг-експрес               | Ессен — Бохум — Віттен — Гаген — Летмате — (Фіннентроп – Зіген)/Ізерлон                                                             |
| RB 40 | Ruhr-Lenne-Bahn               | Ессен – Бохум – Віттен – Гаген |
| RB 46 | Залізниця Бохум–Гельзенкірхен | Гельзенкірхен – Ванне-Ейкель – Бохум                                                                                                |
| S1    | S-Bahn Рейн-Рур               | Дортмунд – Бохум – Ессен – Мюльгайм – Дуйсбург – Аеропорт Дюссельдорф – Дюссельдорф – Гільден – Золінген                            |